# Alternantera peploide
L'alternantera peploide (Alternanthera caracasana), és una espècie de planta dins la família amarantàcies. És una planta nadiua d'Amèrica central i d'Amèrica del Sud, però s'ha estès a molts altres llocs, inclosos els Països Catalans, com a mala herba. La planta té unes llargues tiges prostrades cobertes per petites fulles que varien de forma des d'hexagonal a arrodonides. Té un rizoma i sovint arrela des dels seus nòduls. Les flors són petites i blanques. És una planta ruderal que creix a les vores dels camins i en zones sovint trepitjades.
Addicionalment pot rebre els noms de herba de l'adoquinat i rajolera.

## Galeria

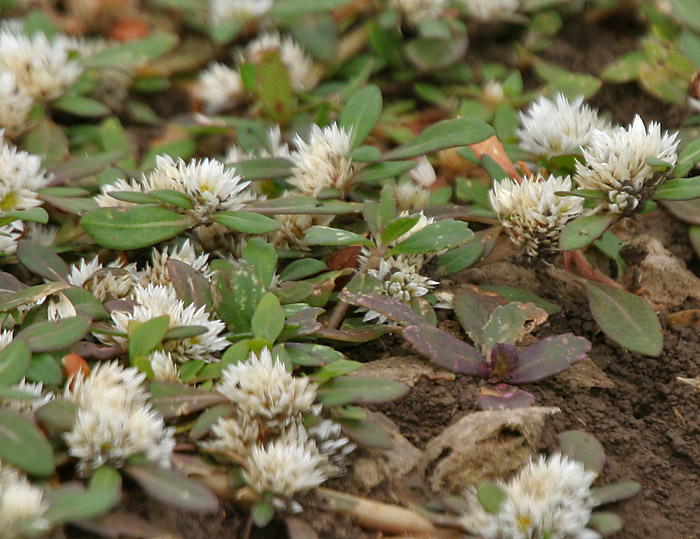
A l'Índia
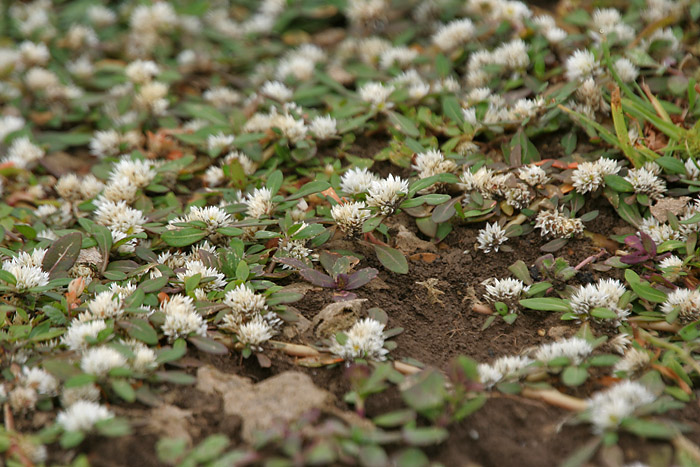
A Hyderabad
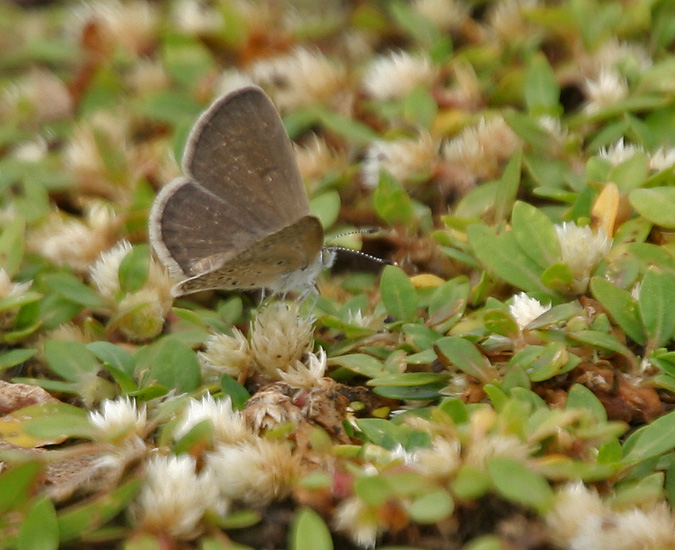
Flors i una papallona Zizeeria karsandra a Hyderabad